# À la recherche du temps perdu
À la recherche du temps perdu je francouzský televizní film z roku 2011, který režírovala Nina Companeezová podle vlastního scénáře. Snímek měl světovou premiéru na televizním kanálu RTS Deux dne 9. ledna 2011.

## Děj
V roce 1900 je vypravěčovi 20 let. Jako jedináček vyrůstal v bohaté středostavovské francouzské rodině, obklopen ochranitelskou a neomezenou láskou své matky a babičky. Poté, co velmi trpěl rozchodem s Gilbertou Swannovou, velkou láskou svého dospívání, odjel se svou babičkou do Balbecu v Normandii, aby zde dýchal mořský vzduch a nabral síly.

## Obsazení
| Micha Lescot           | vypravěč                    |
| Caroline Tillette      | Albertine Simonetová        |
| Didier Sandre          | baron de Charlus            |
| Dominique Blancová     | paní Verdurinová            |
| Éric Ruf               | Charles Swann               |
| Valentine Varela       | Oriane de Guermantes        |
| Bernard Farcy          | Basin, vévoda de Guermantes |
| Catherine Samie        | vypravěčova babička         |
| Dominique Valadié      | vypravěčova matka           |
| Roland Copé            | markýz de Norpois           |
| Jean-Claude Drouot     | Elstir                      |
| Andy Gillet            | Saint-Loup                  |
| Anne Danais            | Françoise                   |
| Marie-Sophie Ferdane   | Gilberte                    |
| Michel Fau             | Jupien                      |
| Vincent Heden          | Morel                       |
| Françoise Bertin       | paní de Villeparisis        |
| Hervé Pierre           | pan Verdurin                |
| Philippe Morier-Genoud | Cottard                     |
| Laure-Lucille Simon    | Andrée                      |
| Arthur Igual           | Bloch                       |
| Oleg Ossina            | vypravěč jako dítě          |
| Angèle Garnier         | Gilberte Swann jako dítě    |